# Manoir du Verger (Caulnes)
Le manoir du Verger est situé à Caulnes en France.

## Localisation
Le manoir est situé sur la commune de Caulnes  dans le département des Côtes-d'Armor, dans la région Bretagne.

## Description
Le manoir est de plan rectangulaire avec un rez-de-chaussée, un étage et un étage de lucarnes. La terrasse a été ajoutée en 1910. Dans les années 1900, les communs en retour d'équerre sur le côté ouest ont été détruits et d'autres communs plus vastes ont été construits en retrait. A l'intérieur, le rez-de-chaussée conserve des boiseries style Louis XVI, ainsi qu'une grande porte et une cheminée à manteau de bois, Renaissance, provenant d'un château de la Loire.

## Historique
La date de construction du manoir est inconnue. Il était déjà habité en 1536. La construction semble dater du XVIIIe siècle pour la partie ouest jusqu'au centre. Le château aurait été terminé sous le règne du roi Louis XVI dans le même style, la symétrie ayant été à peu près sauvegardée.
Il est inscrit partiellement au titre des monuments historiques par arrêté du 11 mars 1980.

## Protection
Éléments protégés : les façades et les toitures